# Luria (slak)
Luria is een geslacht van weekdieren uit de klasse van de Gastropoda (slakken).

## Soorten
- Luria cinerea (Gmelin, 1791)
- Luria gilvella Lorenz, 2002
- Luria isabella (Linnaeus, 1758)
- Luria isabellamexicana (Stearns, 1893)
- Luria lurida (Linnaeus, 1758)
- Luria pulchra (Gray, 1824)
- Luria tessellata (Swainson, 1822)